# Ivo Goldstein
Ivo Goldstein (ur. 16 marca 1958 w Zagrzebiu) – chorwacki historyk żydowskiego pochodzenia, bizantynolog, mediewista.

## Życiorys
Uzyskał stopień doktora nauk historycznych na Uniwersytecie w Zagrzebiu. Od 2001 roku jest profesorem na Wydziale Filozofii w Zagrzebiu. Zajmuje się Bizancjum, Chorwacją w średniowieczu. Bada także historię Żydów w Chorwacji.

## Wybrane publikacje
- Bizant na Jadranu, 1992.
- Hrvatski rani srednji vijek, 1995.
- Croatia: A History, 2000.
- Holokaust u Zagrebu, 2001.
- Židovi u Zagrebu 1918.-1941, 2005.
- Evropa i Sredozemlje u srednjem vijeku, 2006.
- Hrvatska 1918, 2008.